# Wang Feifei
Dans ce nom chinois, le nom de famille, Wang, précède le nom personnel.
Wang Feifei (chinois : 王霏霏; pinyin : Wáng Fēifēi; née le 27 avril 1987), mieux connue sous le nom de Fei (coréen : 페이), est une chanteuse chinoise. Elle a été membre du girl group Miss A.

## Biographie
Fei est née le 27 avril 1987 à Haikou, Hainan en Chine,. Elle va actuellement à l'Institut des arts de Séoul avec une ancienne membre de Miss A, Jia. En Chine, Fei est apparue dans les auditions du programme The More She Dances the Prettier She Is ("越跳越美丽") de Zhejiang TV.

## Discographie

### Singles
| Titre                                                                               | Année  | Meilleures positions | Meilleures positions | Meilleures positions | Album                                   |
| Titre                                                                               | Année  | COR                  | US World             | CHN V Chart          | Album                                   |
| Coréen                                                                              | Coréen | Coréen               | Coréen               | Coréen               | Coréen                                  |
| ----------------------------------------------------------------------------------- | ------ | -------------------- | -------------------- | -------------------- | --------------------------------------- |
| "Fantasy"                                                                           | 2016   | 153                  | 6                    | —                    | Fantasy album single (Version coréenne) |
| Mandarin                                                                            |        |                      |                      |                      |                                         |
| "One More Kiss"                                                                     | 2016   | —                    | —                    | 11                   | Fantasy album single (Version chinoise) |
| "Will You Won't You" (avec Gen Seo)                                                 | 2018   | —                    | —                    | —                    | Non issu d’un album                     |
| "Hello" (feat. Jackson Wang)                                                        | 2018   | —                    | —                    | 3                    | Non issu d’un album                     |
| "—" signifie que le titre ne s'est pas classé ou n'est pas sorti dans cette région. |        |                      |                      |                      |                                         |

### Bande-son
| Titre                            | Année | Meilleures positions | Album             |
| Titre                            | Année | COR                  | Album             |
| -------------------------------- | ----- | -------------------- | ----------------- |
| "One Summer Night" feat. Jo Kwon | 2014  | 49                   | Temptation OST    |
| "Xin Yu (心雨)"                  | 2018  | NC                   | Cover The Sky OST |

## Récompenses et nominations
| Année | Cérémonie                             | Catégorie            | Travail nommé           | Résultat |
| ----- | ------------------------------------- | -------------------- | ----------------------- | -------- |
| 2013  | Danse avec les Stars 3 (Corée du Sud) | 1re place            | NC                      | Lauréat  |
| 2013  | Master Chef Korea Celebrity           | 2e place             | NC                      | Lauréat  |
| 2014  | Cook King Korea                       | 2e place             | NC                      | Lauréat  |
| 2015  | 9e SBS Entertainment Awards           | Best Teamwork Award  | Fists of Shaolin Temple | Lauréat  |
| 2016  | China Trends Health Awards            | Health Leading Award | NC                      | Lauréat  |